# Cybione
Cybione est un roman de science-fiction de l'écrivain français Ayerdhal édité en 1992. C'est le premier roman d'une série qui mêle science-fiction, action, intrigue policière et politique. Les tomes suivants sont Polytan (1994) , Keelsom, Jahnaïc  (2001) et L'Œil du spad (2003). 

## Résumé
Elle vit. Puis elle meurt. Et elle vit à nouveau. Des cuves phénix sort toujours la même femme, avec à chaque fois une mission suicide ou un travail que personne d'autre n'a réussi à mener à bien.  

## Quatrième de couverture
"Lui, c'est Ender, assureur tout-puissant. Il garantit les constitutions de mille mondes et veille sur les contrats d'un million d'agents très spéciaux.
Elle, c'est Elya. Pour ainsi dire éternelle, pusiqu'elle renaît après chaque mort, la mémoire amputée de sa dernière vie.
Lorsqu'ils s'affrontent, on peut craindre le pire. Surtout si l'enjeu a pour nom Cheur, une planète ultra-libérale dont même l'Etat est privé."